# Nelson (nome)
Nelson  è un nome proprio di persona inglese maschile.

## Varianti in altre lingue
- Portoghese: Nelson, Nélson
- Spagnolo: Nelson

## Origine e diffusione
Riprende il cognome inglese Nelson, che vuol dire "figlio di Neil"; cominciò ad essere usato come nome proprio in onore di Horatio Nelson, l'ammiraglio che morì nella battaglia di Trafalgar respingendo la flotta di Napoleone.

## Onomastico
Nessun santo porta il nome Nelson, che quindi è adespota; l'onomastico può essere festeggiato il 1º novembre, in occasione di Ognissanti.

## Persone

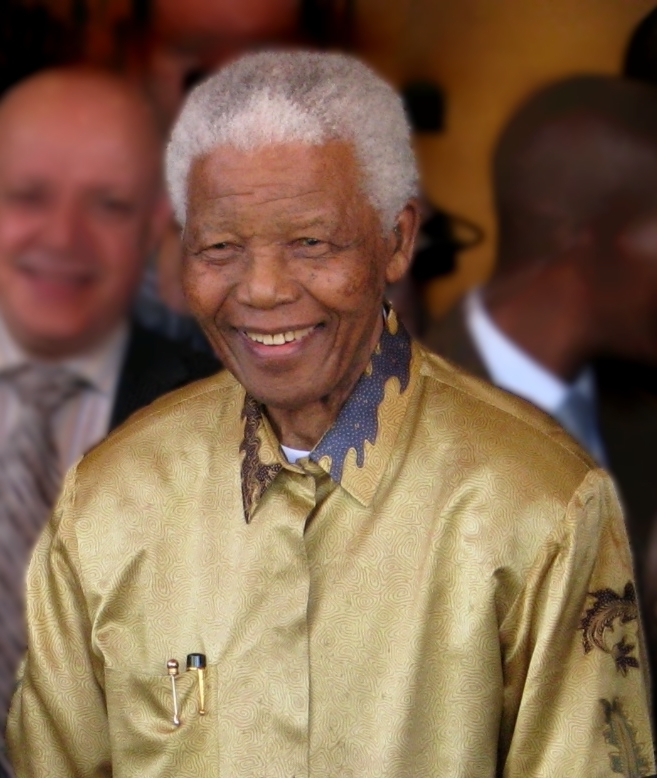
Nelson Mandela

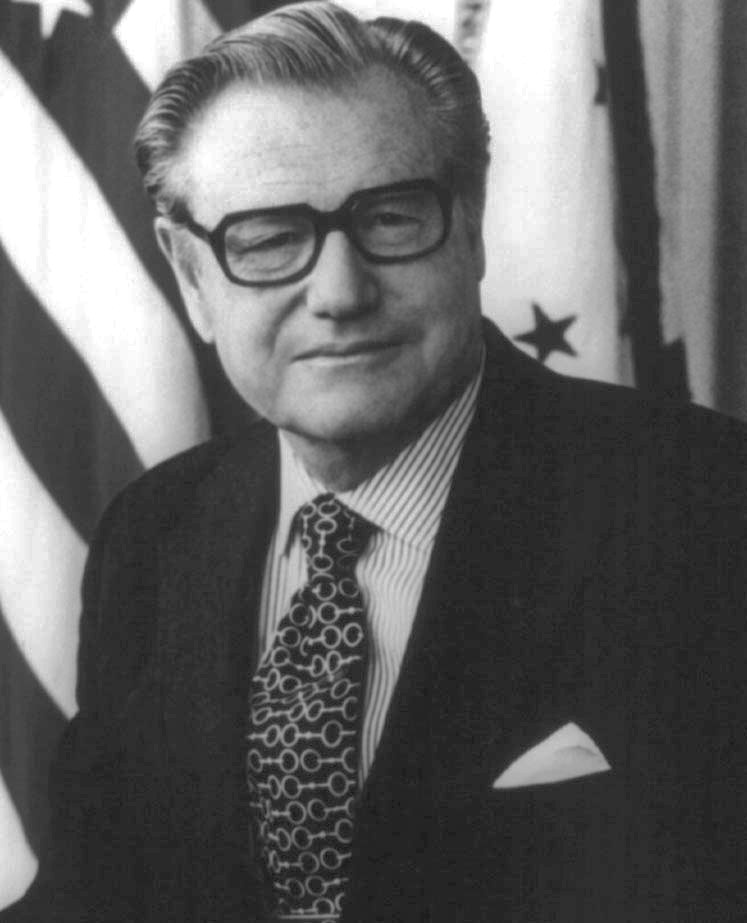
Nelson Rockefeller

- Nelson Abeijón, calciatore uruguaiano
- Nelson Algren, scrittore statunitense
- Nelson Cenci, scrittore italiano
- Nelson DeMille, scrittore statunitense
- Nelson Eddy, attore statunitense
- Nelson Goodman, filosofo statunitense
- Nelson Jobim, giurista e politico brasiliano
- Nelson Mandela, politico sudafricano
- Nelson Miles, generale statunitense
- Nelson Piquet, pilota automobilistico brasiliano
- Nelson Riddle, arrangiatore, direttore d'orchestra e compositore statunitense
- Nelson Rockefeller, politico statunitense
- Nelson Rodrigues, drammaturgo, scrittore e giornalista brasiliano

### Variante Nélson
- Nélson Miguel Castro Oliveira, calciatore portoghese
- Nélson Prudêncio, atleta brasiliano
- Nélson Augusto Tomar Marcos, calciatore capoverdiano naturalizzato portoghese

## Il nome nelle arti
- Nelson Muntz è un personaggio della serie animata I Simpson.
- Nelson Van Alden è un personaggio della serie televisiva Boardwalk Empire - L'impero del crimine.